# Wiener Werkstätte

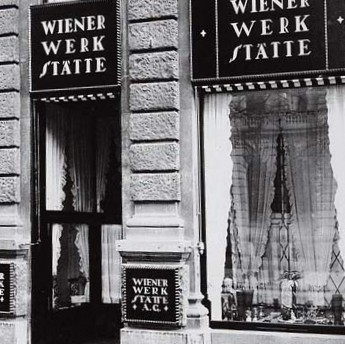
Punto de venta de la Wiener Werkstätte

La Wiener Werkstätte fue una agrupación constituida por artistas visuales, arquitectos y diseñadores, establecida en Viena en 1903 con la finalidad de formar a gente en diferentes disciplinas artísticas.
En 1903, Josef Hoffmann y Koloman Moser, con el apoyo del empresario Fritz Wärndorfer, constituyeron la Wiener Werkstätte, ubicando su sede en un espacio reducido para pronto trasladarse a un edificio de tres plantas adaptado para poder trabajar y formar a la gente en el oficio de la carpintería, del cuero, de la encuadernación, de la metalurgia o de la pintura.
En los talleres en donde se impartían los cursos, se producían objetos que quedaron vinculados a una marca comercial en la que aparecía el sello de la Wiener Werkstätte. En 1905 contaba con alrededor de 100 empleados, de los que 37 eran maestros de oficios.
Desde la Wiener Werkstätte defendían el ideal de la Gesamtkunstwerk u obra de arte total, un entorno coordinado en el que todo, hasta el último detalle, era diseñado conscientemente como una parte integral de todo el proyecto. Ese ideal lo llevaron a cabo en proyectos como el sanatorio Purkersdorf o el Palacio Stoclet de Bruselas.
Entre 1909 y 1910 se fundaron talleres dedicados al arte textil, así como divisiones de moda, lo cual trajo consigo un cambio de rumbo en detrimento de la arquitectura. Asimismo, tras la Primera Guerra Mundial, la escasez de materias primas llevó a la experimentación con materiales menos duraderos y a la vez menos costosos, como la madera, la cerámica o el papel maché, lo que suponía la disolución de la Gesamtkunstwerk.
Aun a pesar de la continuidad y la participación de la que gozaba, el proyecto agotó la fortuna de Wärndorfer, quien fue sucedido al frente por Otto Primavesi, un banquero de Moravia, que además actuaría en calidad de mecenas. El círculo de clientes de la Wiener Werkstätte consistía principalmente en artistas y partidarios del proyecto, de clase media-alta, judíos y residentes en el imperio austro-húngaro. Diversas ramificaciones de los talleres abrieron en ciudades de todo el mundo, como fue el de Karlsbad en 1909, Marienbad y Zúrich en 1916 y 1917, Nueva York en 1922 y Berlín en 1929. Estas nuevas sedes no gozaron de éxito, y los problemas para la Wiener Werkstätte se agravaron todavía más tras el Crack del 29 y el comienzo de la Gran Depresión.

## Colaboradores
Algunos de los colaboradores del Wiener Werkstätte fueron reconocidos artistas y arquitectos de la época, como:
- Gustav Klimt
- Oskar Kokoschka
- Egon Schiele
- Josef Hoffmann
- Dagobert Peche
- Otto Prutscher
- Koloman Moser
- Ernst Lichtblau
- Josef Frank
- Gertrude Weinberger